# Theodor Reiche

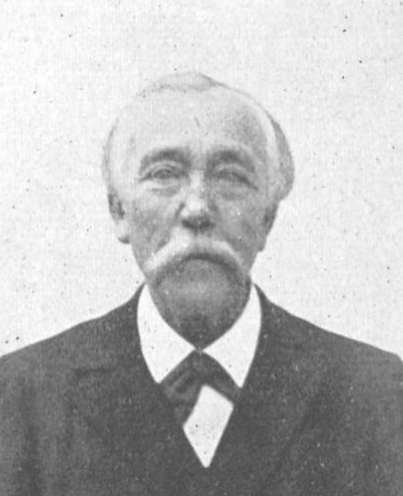
Theodor Reiche

Theodor Reiche (* 2. September 1839 in Adersheim; † 3. Dezember 1913 in Braunschweig) war ein deutscher Lehrer, niederdeutscher Schriftsteller und Lexikograf. Seine Werke verfasste er in seiner heimatlichen Mundart, dem ostfälischen Plattdeutsch, das zu dieser Zeit noch in weiten Teilen des Braunschweiger Landes gesprochen wurde.

## Leben
Theodor Reiche wurde 1859 Soldat bei der Braunschweigischen Batterie. Im Anschluss besuchte er das Lehrerseminar in Wolfenbüttel und wurde 1871 Lehrer in Braunschweig bis zur Pensionierung im Jahr 1904. 1889 erhielt Reiche vom herzöglichen Staatsministerium Braunschweig ein Stipendium, um an der Universität Altdeutsch zu studieren, wozu auch die Geschichte Niederdeutscher Sprache zählte.
Reiche war, was die in Stadt und Herzogtum Braunschweig gesprochene Mundart betrifft, Autodidakt. Seine literarischen Vorbilder waren die niederdeutschen Schriftsteller Klaus Groth und Fritz Reuter. Von 1888 bis 1894 gab er die von ihm selbst gegründete und finanzierte plattdeutsche Zeitschrift Muddersprake heraus, die im Wesentlichen von Reiche selbst verfasste Texte in Ostfälisch bzw. dem Braunschweiger Plattdeutsch enthielten. Von 1890 bis 1893 war Reiche erster Schriftleiter der Zeitschrift des Verbandes plattdeutscher Vereine.
Sein größtes Verdienst ist das von ihm zusammengestellte Wörterbuch der ostfälischen Mundart, das unveröffentlicht in seinem vom Stadtarchiv Braunschweig verwahrten Nachlass erhalten ist. Die Inhalte dieser Zettelsammlung fließen jedoch in das derzeit in Arbeit befindliche Niedersächsische Wörterbuch mit ein.

## Werk
- Ernste und heitere Klänge in plattdeutscher Mundart (niedersächsisch-ostfälisch) 〉〉5. Aufl. Braunschweig: Graff, 1928
- Braunschweiger Platt, Ausschnitte aus den "Neuesten Nachrichten" ; Teil 2 Braunschweig: 1913
- Braunschweiger Platt, Ausschnitte aus den "Neuesten Nachrichten" ; Teil 1 Braunschweig: 1912
- Bilder aus dem Bauernleben, 1. En jeden dahen, wor'e henhört ; 2. Hilp dick sülwest, denn hilpt dick Gott; [zwei plattdeutsche Theaterstücke] Braunschweig: Graff, 1911
- Ernste und heitere Klänge in plattdeutscher Mundart (niedersächsisch-ostfälisch), 4., verm. Auflage, Braunschweig: Graff, 1911
- En jeder dahen, wor’e henhört, Fünf Bilder aus dem braunschweigischen Bauernleben Braunschweig: O. Salle, 1892
- Ernste Klänge in plattdeutscher Mundart (niedersächsisch-ostfälisch) Braunschweig: Salle, 1891
- Heitere Reimereien in plattdeutscher Mundart (niedersächsisch-ostfälisch), Vorträge für gesellige Kreise 3. verm u. verb. Aufl. Braunschweig: Salle, 1891
- Probe eines von mir gesammelten Ostfälischen Idiotikons, Braunschweig: [Verlag nicht ermittelbar], 1890
- Heitere Reimereien in plattdeutscher und hochdeutscher Mundart, K. G. H. Theodor Reiche 2. Auflage, Braunschweig: Selbstverlag, 1882